# Sangerville
Sangerville ist eine Town im Piscataquis County des Bundesstaats Maine in den Vereinigten Staaten. Im Jahr 2020 lebten hier 1306 Einwohner in 848 Haushalten.

## Geographie
Nach dem United States Census Bureau hat Sangerville eine Gesamtfläche von 102,87 km², von der 99,51 km² Land sind und 3,37 km² aus Gewässern bestehen.

### Geographische Lage
Sangerville liegt im Südwesten des Piscataquis Countys und grenzt an das Penobscot County. Im Nordwesten befindet sich der Manhanock Pond, zentral der Center Pond und etwas nördlich von diesem der Marr Pond. Der Piscataquis River bildet die nördliche Grenze der Town und fließt in östliche Richtung. Die Oberfläche ist leicht hügelig und die höchste Erhebung ist der zentral gelegene, 258 m hohe Flanders Hill.

### Nachbargemeinden
Alle Entfernungen sind als Luftlinien zwischen den offiziellen Koordinaten der Orte aus der Volkszählung 2010 angegeben.
- Norden: Guilford, 7,4 km
- Osten: Dover-Foxcroft, 10,8 km
- Südosten: Garland, Penobscot County, 14,7 km
- Süden: Dexter, Penobscot County, 11,5 km
- Westen: Parkman, 8,8 km

### Stadtgliederung
In Sangerville gibt es mehrere Siedlungsgebiete: Brockway's Mills, Campbell Corner, East Sangerville, Gilman, Gilman Corner, Howard Corner, Sangerville und South Sangerville.

### Klima
Die mittlere Durchschnittstemperatur in Sangerville liegt zwischen −11,1 °C (12 °F) im Januar und 19,4 °C (67 °F) im Juli. Damit ist der Ort gegenüber dem langjährigen Mittel der USA um etwa 9 Grad kühler. Die Schneefälle zwischen Oktober und Mai liegen mit bis zu zweieinhalb Metern mehr als doppelt so hoch wie die mittlere Schneehöhe in den USA; die tägliche Sonnenscheindauer liegt am unteren Rand des Wertespektrums der USA.

## Geschichte
Im Jahr 1800 kaufte der Oberst Calvin Sanger aus Sherborn, Massachusetts zunächst etwa drei Viertel und kurz danach den Rest des Landes der späteren Town. Der erste Siedler in dem Gebiet, Phineas Ames, errichtete auch die erste Getreidemühle. Seine Familie holte er im Herbst 1803 nach Sangerville. Zunächst wurde das Gebiet als Township No. 4, Sixth Range North of Waldo Patent (T4 R6 NWP) bezeichnet, dann als Amestown. Als es am 16. Juni 1814 als Town organisiert wurde, wurde der Name zu Ehren des Haupteigentümers mit Sangerville festgelegt.

### Einwohnerentwicklung
| Volkszählungsergebnisse – Town of Sangerville, Maine | Volkszählungsergebnisse – Town of Sangerville, Maine | Volkszählungsergebnisse – Town of Sangerville, Maine | Volkszählungsergebnisse – Town of Sangerville, Maine | Volkszählungsergebnisse – Town of Sangerville, Maine | Volkszählungsergebnisse – Town of Sangerville, Maine | Volkszählungsergebnisse – Town of Sangerville, Maine | Volkszählungsergebnisse – Town of Sangerville, Maine | Volkszählungsergebnisse – Town of Sangerville, Maine | Volkszählungsergebnisse – Town of Sangerville, Maine | Volkszählungsergebnisse – Town of Sangerville, Maine |
| Jahr                                                 | 1800                                                 | 1810                                                 | 1820                                                 | 1830                                                 | 1840                                                 | 1850                                                 | 1860                                                 | 1870                                                 | 1880                                                 | 1890                                                 |
| ---------------------------------------------------- | ---------------------------------------------------- | ---------------------------------------------------- | ---------------------------------------------------- | ---------------------------------------------------- | ---------------------------------------------------- | ---------------------------------------------------- | ---------------------------------------------------- | ---------------------------------------------------- | ---------------------------------------------------- | ---------------------------------------------------- |
| Einwohner                                            |                                                      |                                                      | 310                                                  | 776                                                  | 1197                                                 | 1267                                                 | 1314                                                 | 1140                                                 | 1047                                                 | 1236                                                 |
| Jahr                                                 | 1900                                                 | 1910                                                 | 1920                                                 | 1930                                                 | 1940                                                 | 1950                                                 | 1960                                                 | 1970                                                 | 1980                                                 | 1990                                                 |
| Einwohner                                            | 1294                                                 | 1319                                                 | 1246                                                 | 1225                                                 | 1194                                                 | 1161                                                 | 1157                                                 | 1107                                                 | 1219                                                 | 1398                                                 |
| Jahr                                                 | 2000                                                 | 2010                                                 | 2020                                                 | 2030                                                 | 2040                                                 | 2050                                                 | 2060                                                 | 2070                                                 | 2080                                                 | 2090                                                 |
| Einwohner                                            | 1270                                                 | 1343                                                 | 1306                                                 |                                                      |                                                      |                                                      |                                                      |                                                      |                                                      |                                                      |

## Kultur und Sehenswürdigkeiten

### Bauwerke
In Sangerville wurde ein Bauwerk unter Denkmalschutz gestellt und ins National Register of Historic Places aufgenommen.
- Robert Carleton House, 1975 unter der Register-Nr. 75000108.[10]

## Wirtschaft und Infrastruktur

### Verkehr
Die Maine State Route 23 führt in nordsüdlicher Richtung durch das Gebiet von Sangerville. Sie verbindet Sangerville mit Guilford im Norden und Dexter im Süden.

### Öffentliche Einrichtungen
In Sangerville gibt es keine medizinischen Einrichtungen oder Krankenhäuser. Nächstgelegene Einrichtungen für die Bewohner von Sangerville befinden sich in Dover-Foxcroft und Dexter.
In Sangerville befindet sich die  Sangerville Public Library.

### Bildung
Sangerville gehört mit Abbot, Cambridge, Guilford, Parkman und Wellington zum MSAD 04.
Im Schulbezirk werden folgende Schulen angeboten:
- Piscataquis Community Elementary School in Guilford mit den Schulklassen von Pre-Kindergarten bis Klasse 8
- Piscataquis Community High School in Guilford mit den Schulklassen 9 bis 12

## Persönlichkeiten

### Söhne und Töchter der Stadt
- Hiram Maxim (1840–1916), Erfinder des Maxim-Maschinengewehrs